# 細條光蟾魚
細條光蟾魚（学名：Porichthys myriaster），為輻鰭魚綱蟾魚目蟾魚科的其中一種，分布於東太平洋區，從美國加州至墨西哥下加利福尼亞半島海域，棲息深度可達126公尺，體長可達51公分，為底棲性魚類，棲息在岩石底質或泥底質海域。

## 外部連結
細條光蟾魚的圖片